# Yedinson Palacios
Yedinson Palacios (Apartadó, Antioquia, Colombia; 16 de enero de 1987) es un futbolista colombiano. Juega de defensa lateral, jugó en el Boyacá Chicó pero luego salió a mediados de 2009 del "Ajedrezado".

## Clubes
| Club         | País     | Año         |
| ------------ | -------- | ----------- |
| Santa Fe     | Colombia | 2006-2007   |
| Boyacá Chicó | Colombia | 2008-2009   |
| Patriotas    | Colombia | 2010        |
| Once Caldas  | Colombia | 2011 - 2012 |